# Upplands runinskrifter 333
Upplands runinskrifter 333 är en vikingatida runsten av granit i Orkesta kyrka, Orkesta socken och Vallentuna kommun. Runstenen är 1,54 meter hög, 0,65 meter bred och 0,2 meter tjock. Runhöjden är 7 centimeter.
Ristningen attribueras till Visäte. För detta talar såväl ornamentiken som runornas utseende och användning.
U 333 låg förut som tröskelsten till vapenhuset, men plockades upp i samband med en restaurering av kyrkan 1909. Den restes då inne i kyrkan, mittemot U 334.

## Inskriften
Translitterering av runraden:
usnekin ' uk ' sikne(o)t ' uk ' sihuiþ(r) ' lata ' reis(a) s(t)iin ' eft[ʀ '] b[r](u)s(a) ' faþur sin
Normalisering till runsvenska:
Osnikinn ok Signiutr ok Sigviðr lata ræisa stæin æftiʀ Brusa, faður sinn.
Översättning till nusvenska:
Osniken och Signjut och Sigvid låta resa stenen efter Bruse, sin fader.